# NPC (Meme)
NPC, auch bekannt als NPC Wojak, abgeleitet von Nicht-Spieler-Charakter (Englisch: Non-Player Character), ist ein Meme, das hauptsächlich verwendet wird, um die Idee auszudrücken, dass Individuen der politischen Linken nicht selbständig denken.
Das NPC-Meme, das grafisch auf dem Wojak-Meme basiert, wurde im Juli 2016 von einem anonymen Autor erstellt und erstmals auf der Image-Hosting-Website 4chan veröffentlicht, wo auch die Idee und Inspiration hinter dem Meme vorgestellt wurden.

“If you get in a discussion with them it's always the same buzzwords and hackneyed arguments. They're the kind of people who make a show of discomfort when you break the status quo like by breaking the normie barrier to invoke a real discussion. it's like in a [video game] when you accidentally talk to somebody twice and they give you the exact lines word for word once more.”

„Wenn man sich auf eine Diskussion mit ihnen einlässt, sind es immer die gleichen Schlagworte und abgedroschenen Argumente. Sie sind die Art von Menschen, die Unbehagen zeigen, wenn man den Status quo durchbricht, z. B. indem man Normen durchbricht, um eine echte Diskussion anzuregen. Es ist wie in einem [Videospiel], wenn man versehentlich zweimal mit jemandem redet und er noch einmal genau den gleichen Text Wort für Wort wiedergibt.“

Das NPC-Meme hat breite Aufmerksamkeit erlangt und wurde in verschiedenen Medien vorgestellt, darunter The New York Times, The Verge, BBC und Breitbart News Network, einem Sprachrohr der Alt-Right-Bewegung. Der Autor bezeichnet sich, auf Anfrage in einem Kommentar, nicht als Teil der Alt-Right-Bewegung.  